# Берско турско училище
Турското училище (на гръцки: Τούρκικο Σχολείο) е училищна сграда в южномакедонския град Бер (Верия), Гърция, в която се помещават Трето и Четиринадесето основно училище (3ο, 14ο Δημοτικό Σχολείο Βέροιας). Сградата е архитектурна забележителност.
Строежът на сградата започва в 1909 година, когато градът е в Османската империя. Сградата е предназначена за турско училище. Като строителен материал са използвани камъни от съседната Вергинина кула, разположена до Конака, и от Часовниковата кула. Триетажната сграда е в неокласически и бароков стил. Строежът завършва, след като градът попада в Гърция в 1912 година, но сградата продължава да се използва за турско училище до изселването на мюсюлманското население от града в Турция в 1924 година.
По време на Гражданската война в Гърция мазето на училището е превърнато в затвор.
Според турски изследователи сградата е строена като медресе на съседната Медресе джамия.
В 2006 година сградата е обявена за паметник на културата.